# Moinho de Vento do Vale Farto
O Moinho de Vento do Vale Farto é um antigo moinho de vento localizado na freguesia  portuguesa de Santa Cruz, no município da Praia da Vitória, ilha Terceira, Açores.
Remontando ao Século XIX, faz parte do Património Histórico e Religioso da Praia da Vitória, e foi declarado pela Resolução nº234/96, de 3 de Outubro de 1996 Imóvel de Interesse Público.
Apresenta-se como um moinho de vento fixo, de volume troncocónico dotado de dois pisos. Foi edificado em alvenaria e apresenta uma parede de pedra rebocada. O piso superior deste moinho é suportado por uma abóbada em cantaria onde aparece rasgada a abertura de passagem, acessível por uma escada igualmente em bela cantaria.
A cobertura, actualmente encontra-se substituída por uma laje feita em cimento armado posta na horizontal.
Sobre a verga da porta encontra-se inscrita a data de "1829".